# جین لاگرانژ
جین لاگرانژ (به فرانسوی: Jane Lagrange) یکی شخصیت های مکمل فیلم سامورایی (فیلم) که ناتالی دلون جای آن نقش آفرینی کرده است که در فیلم از آن به عنوان نامزد جف کاستلو یاد میشد .